# Montbrison, Loire
Montbrison är en kommun i departementet Loire i regionen Auvergne-Rhône-Alpes i centrala Frankrike. Kommunen ligger i kantonen Montbrison som tillhör arrondissementet Montbrison. År 2022 hade Montbrison 16 098 invånare.

## Befolkningsutveckling
Antalet invånare i kommunen Montbrison
| Referens: INSEE |